# Jellisa Westney
Jellisa Westney (* 6. Oktober 1993 in Cambridge, Ontario) ist eine kanadische Leichtathletin, die sich auf den Sprint spezialisiert hat.

## Sportliche Laufbahn
Erste internationale Erfahrungen sammelte Jellisa Westney im Jahr 2011, als sie bei den Panamerikanischen Juniorenmeisterschaften in Miramar in 11,81 s den siebten Platz im 100-Meter-Lauf belegte und über 200 Meter mit 23,90 s auf Rang sechs gelangte. Zudem gewann sie mit der kanadischen 4-mal-100-Meter-Staffel in 46,35 s die Bronzemedaille. Sie studierte in der Folge bis 2015 an der Michigan State University und im Juli 2015 nahm sie an den Panamerikanischen Spielen in Toronto teil und gewann dort in 43,00 s gemeinsam mit Crystal Emmanuel, Kimberly Hyacinthe und Khamica Bingham die Bronzemedaille in der 4-mal-100-Meter-Staffel hinter den Teams aus den Vereinigten Staaten und Jamaika. Kurz darauf kam sie bei den NACAC-Meisterschaften in San José mit 11,52 s und 24,03 s nicht über die erste Runde über 100 und 200 Meter hinaus und gelangte mit der Staffel mit 45,19 s auf Rang fünf. 2017 nahm sie an der Sommer-Universiade in Taipeh teil und schied dort mit 12,00 s im Viertelfinale über 100 Meter aus und schied mit der Staffel mit 45,25 s im Vorlauf aus. Im Jahr darauf gewann sie bei den NACAC-Meisterschaften in Toronto in 43,50 s gemeinsam mit Shaina Harrison, Crystal Emmanuel und Phylicia George die Bronzemedaille in der 4-mal-100-Meter-Staffel hinter den Teams aus den USA und Jamaika.

## Persönliche Bestzeiten
- 100 Meter: 11,48 s (+1,8 m/s), 11. Juli 2015 in Edmonton
  - 60 Meter (Halle): 7,50 s, 27. Februar 2015 in Geneva
- 200 Meter: 23,44 s (+0,9 m/s), 8. Mai 2015 in Allendale
  - 200 Meter (Halle): 24,74 s, 1. Februar 2020 in Ithaca